# Ceinture périphérique de Saint-Pétersbourg
La Route A118 ou Ceinture périphérique de Saint-Pétersbourg (russe : Кольцева́я автомоби́льная доро́га вокру́г г. Санкт-Петербу́рга, sigle КАД, KAD) est une route périphérique de 142 km de long entourant Saint-Pétersbourg en Russie. 
C'est la seule route périphérique de la ville.

## Présentation

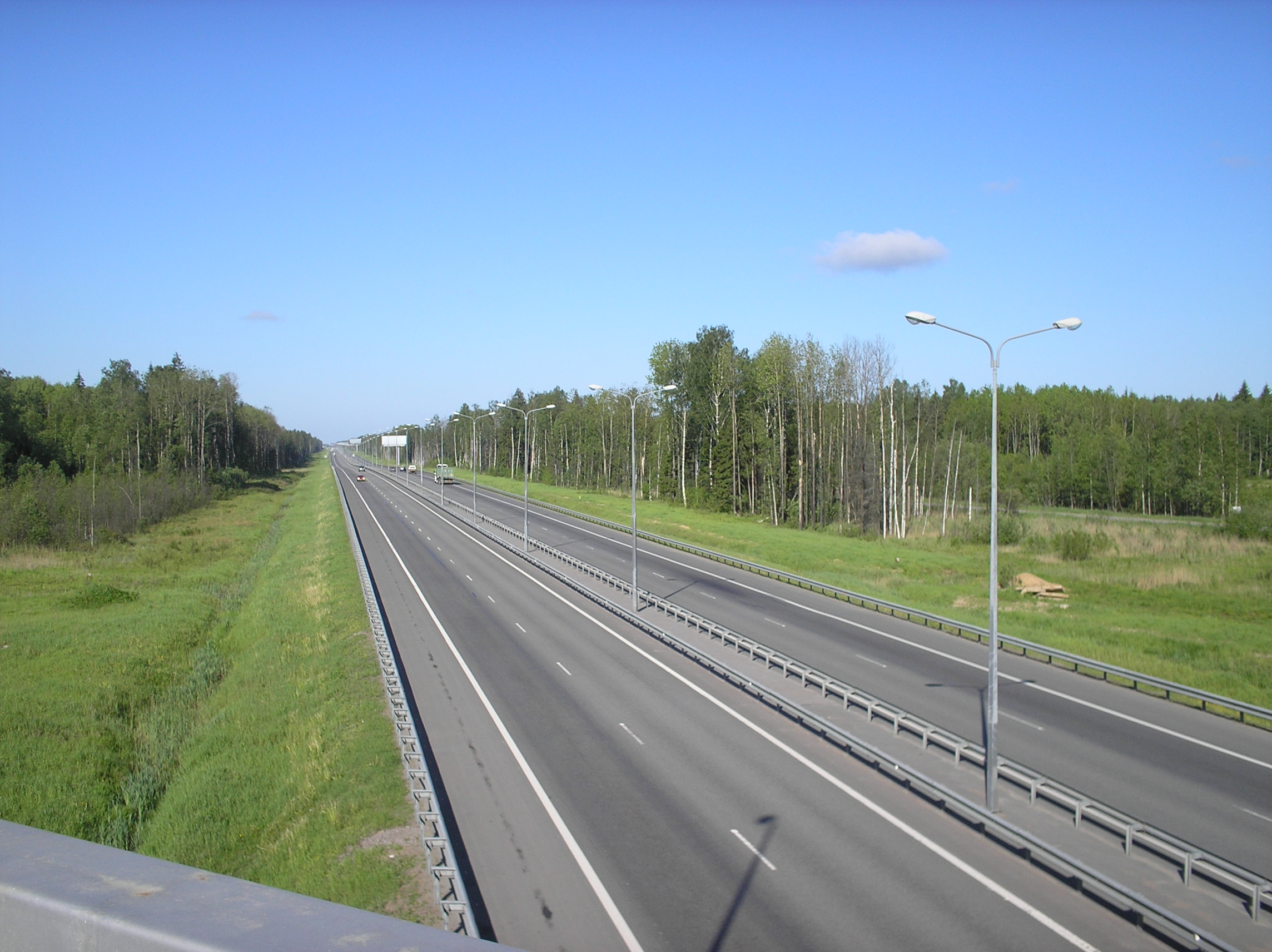
La ceinture périphérique A118